# Marc Marci Sermó
Marc Marci Sermó (en llatí Marcus Marcius Sermo) va ser elegit tribú de la plebs l'any 172 aC i amb el suport del seu col·lega al tribunat, Quint Marci Escil·la va obligar els cònsols d'aquell any a anar a províncies.
Va proposar la rogatio coneguda com a Marcia de Liguribus, que va ser motiu de llargues discussions. Es debatia la innecessària crueltat del darrer cònsol Marc Popil·li Laenes el qual havia esclavitzat la tribu dels satelati a Ligúria.